# Ormai a disagio
Ormai a disagio (No Longer at Ease) è un romanzo del 1960 dello scrittore nigeriano Chinua Achebe, considerato fra i padri della letteratura africana. Tradotto anche come Non più tranquilli, è la seconda di un ciclo di tre opere iniziato con Il crollo e conclusosi con La freccia di Dio, in cui viene denunciata la corruzione dilagante nelle istituzioni nigeriane attraverso il racconto di una drammatica storia d'amore. Ormai a disagio è ancora ambientato nella Nigeria coloniale; ha per tema principale il ritorno di uno studente nigeriano dall'Inghilterra alla terra d'origine. Le vicende di Obi Okonkwo, il protagonista, sono altresì l'espediente narrativo per analizzare il senso di alienazione di una generazione, prodotto dal rapporto tra i valori individualistici della modernità, i dettami della tradizione, il controllo sociale dei connazionali e le prefigurazioni degli oppressori.
Il libro è stato pubblicato in Italia per la prima volta da Jaca Book, in un volume unico con gli altri due del ciclo, col titolo Dove batte la pioggia. In seguito, tutte e tre le opere sono state ripubblicate separatamente da Jaca Book in collaborazione con il Dipartimento di Linguistica e Letteraeture Comparate dell'Università di Bergamo, e poi da La nave di Teseo sotto il titolo di Non più tranquilli.

## Trama
Il libro inizia con il processo del protagonista Obi Okonkwo, accusato di aver accettato una mazzetta, per poi riavvolgere il racconto indietro nel tempo.
A seguito di una riunione di emergenza, i membri dell'Unione per il Progresso di Umuofia, un gruppo di nativi nigeriani dello stato fittizio di Umuofia trasferitisi in città come Lagos, mandano il giovane Obi in Inghilterra a studiare legge, nella speranza che torni per aiutare la sua gente rappresentandoli nel sistema legale coloniale. Obi però decide di restare in Inghilterra, e durante una festa da ballo fa la conoscenza di Clara Okeke, aspirante infermiera. In Nigeria tornerà dopo quattro anni di permanenza in terra britannica, trasferendosi di preciso a Lagos con il suo amico Joseph, e trova lavoro in una scuola. Quasi immediatamente, viene prima avvicinato da un uomo che tenta di corromperlo perché sua sorella diventi una studente, e poi da quest'ultima, con le sue advances sessuali, ma Obi rifiuta entrambi i casi.
Il giovane preferisce invece sviluppare un rapporto romantico con Clara, che però si presenta subito molto complicato: la giovane è una osu, ovvero un'emarginata, il che impedisce ogni matrimonio tradizionale tra gli Igbo; e intanto all'unione si oppongono anche i genitori di Obi, sia il padre cristiano, pur riluttante dato il suo desiderio di sradicare le tradizioni "infedeli" della Nigeria pre-coloniale, sia la madre, che sul letto di morte minaccia di uccidersi se Obi dovesse continuare a frequentare Clara. Quest'ultima, mentre rompe il suo rapporto con Obi dopo aver saputo cosa ne pensano i di lui genitori, rivela di essere incinta, e accetta con riluttanza di abortire; nell'operazione subisce però delle complicazioni e la giovane rifiuta di vedere Obi. Il giovane affonda anche nei problemi finanziari, sia a causa delle sue spese improprie, sia per via del bisogno di pagare l'educazione per i suoi fratelli e ripagare il prestito all'UPU, sia per via del costo dell'aborto illegale.
Una volta appresa la morte della madre, Obi sprofonda ancora di più in depressione e si assenta per il funerale, pensando che i soldi usati per andare e tornare a casa siano meglio spesi per il funerale e per dare una mano in casa. Ripresosi, Obi inizia ad accettare tangenti, riconoscendo con riluttanza che questa è la sua vita. Il romanzo si conclude con Obi che accetta l'ennesima tangente, e non appena afferma che questa è l'ultima che riceverà, viene arrestato in quanto essa faceva parte di un'operazione sotto copertura, il che riporta all'evento che ha aperto la storia.

## Edizioni
- Chinua Achebe, Ormai a disagio, traduzione di Silvana Antonioli Cameroni, Jaka Book, 1977.
- Chinua Achebe, Non più tranquilli, traduzione di Alberto Pezzotta, La nave di Teseo, 5 ottobre 2017,  p. 205, ISBN 9788893442800.